# Daïra d'El Borma
La daïra d'El Borma est une circonscription administrative algérienne située dans la wilaya d'Ouargla. Son chef-lieu est situé sur la commune éponyme d'El Borma.

## Communes
La daïra est constituée de la seule commune d'El Borma.